# Mikekarácsonyfa
Mikekarácsonyfa is een plaats (község) en gemeente in het Hongaarse comitaat Zala. Mikekarácsonyfa telt 255 inwoners (2001).